# Ходовичі
Ходо́вичі — село в Україні, у Стрийському районі Львівської області. Населення становить 893 осіб. Орган місцевого самоврядування — Стрийська міська рада. Село розташоване за 12 км на північний схід від м. Стрия.

## Назва
За однією з версій назва села походить від слів «Ходити на віче». На схід від Ходович розташоване с. Стриганці, на захід с. Піщани (колись Татарське). З цих сіл люди сходились на віче в центр, тобто Ходовичі. Площа, де раніше відбувались збори-віче, тепер розлита новим руслом р. Стрий.

## Історія
У 1880 році в селі налічувалось 442 мешканці: 341 був греко-католиком, 96 були юдеями і 5 — римо-католиками.
Через село проходить залізниця Стрий—Ходорів, яка була побудована на початку XX ст., вперше поїзд проїхав 1909 р. Залізниця відділяє село від Ходовицького склозаводу.
1933 року групою поляків був збудований Ходовицький склозавод, який у 1938 році придбав єврей Глісер.
У 1887 році на зібрані гроші громада почала будівництво церкви, яка згодом згоріла. У 1888 році збудовано нову церкву Різдва Пресвятої Богородиці. У 1888 році польські сім'ї, яких тоді нараховувалося 12, побудували школу. Будували школу жителі своїми руками, відбуваючи поденщину. На початку XX століття був побудований громадський магазин, в якому працював Щурко та Панько.
1 серпня 1934 року в Стрийському повіті Станиславівського воєводства було створено ґміну Дашава з центром у Дашаві. До складу ґміни входили сільські громади: Ходовичі', Дашава, Гельсендорф, Комарів, Лотатники, Олексичі, Підгірці, Стриганці, Піщани (в 1934 році село мало назву Татарське), Верчани і Йосиповичі.
Станом на 1 січня 1939 року в селі мешкало 780 осіб, з них, 720 українців-грекокатоликів, 10 українців-римокатоликів, 30 поляків і 20 німців.
На р. Стрий в межах села Ходовичі розташований гравійний кар'єр, який був заснований у 1955 році.
У 1972—1973 роках побудовано нове приміщення виконкому Ходовицької сільради, а в 1986—1987 р. приміщення сільради реконструйовано.

## Сучасність
Виконавчий комітет повсякденно у своїй роботі приділяє значну увагу впорядкуванню території населеного пункту.
В селі є ФАП, пошта.
Церква Різдва Пресвятої Богородиці належить до Стрийського деканату Львівської єпархіЇ ПЦУ.
У 2006 році було закінчено будівництво нової школи. Також на території школи у 2009 році було встановлено фігуру Ісуса Христа. Планується реставрувати фігуру Божої Матері, удосконалили територію і саму фігуру.

## Політика

### Парламентські вибори, 2019
На позачергових парламентських виборах 2019 року у селі функціонувала окрема виборча дільниця № 461504, розташована у приміщенні сільської ради.
Результати
- зареєстровано 682 виборців, явка 68,48 %, найбільше голосів віддано за «Слугу народу» — 29,55 %, за Всеукраїнське об'єднання «Батьківщина» — 25,70 %, за «Голос» — 15,20 %.[3] В одномандатному окрузі найбільше голосів отримав Володимир Наконечний (Слуга народу) — 23,49 %, за Олега Канівця (Громадянська позиція) — 21,98 %, за Андрія Гергерта (Всеукраїнське об'єднання «Свобода») — 16,81 %[4].

## Пам'ятки
- Будинок[d], в якому жив Ф. М. Колесса, український фольклорист, літературознавець, академік;

## Відомі люди
- Колесса Іван Михайлович (1864—1898) — український фольклорист і етнограф.
- Колесса Олександр Михайлович (1867—1945) — український літературознавець, мовознавець, громадсько-політичний діяч.
- Білінська Ганна Петрівна (1927—1991) — знавець місцевих традицій співу.
- Бісик Іван Іванович (1948—2018) — академік інженерних наук України, інженер-хімік-технолог.
- Стасів Андрій Петрович (1974) — прокурор міста Львова (2011-).
- Лі Артур Климентович (1984—2014) — сержант ЗСУ, учасник російсько-української війни.
- Зяблюк Надія Степанівна — етнограф, заслужений працівник культури України.